# Fowlmere
Fowlmere – wieś i civil parish w Anglii, w Cambridgeshire, w dystrykcie South Cambridgeshire. W 2011 civil parish liczyła 1206 mieszkańców. Fowlmere jest wspomniana w Domesday Book (1086) jako Fugelesmara/Fuglemære.